# Asociación Marplatense de Básquetbol
La Asociación Marplatense de Básquet es la asociación de baloncesto del Partido de General Pueyrredon. Fundada en 1941, es la predecesora de la la Asociación marplatense de Basket Ball, fundada en 1932 como Federación Marplatense de Basket Ball y diluída en 1938. Su sede se encuentra en la calle Alberti 4837, Mar del Plata.

## Equipos
Equipos vigentes
| Club                      | Procedencia                 |
| Huracán                   | Necochea, Buenos Aires      |
| Instituto Albert Einstein | Mar del Plata, Buenos Aires |
| Kimberley                 | Mar del Plata, Buenos Aires |
| Once Unidos               | Mar del Plata, Buenos Aires |
| Peñarol                   | Mar del Plata, Buenos Aires |
| Quilmes                   | Mar del Plata, Buenos Aires |
| Quilmes B                 | Mar del Plata, Buenos Aires |
| Rivadavia                 | Necochea, Buenos Aires      |
| Sporting                  | Mar del Plata, Buenos Aires |
| Sporting B                | Mar del Plata, Buenos Aires |
| Unión                     | Mar del Plata, Buenos Aires |
| Unión B                   | Mar del Plata, Buenos Aires |

Equipos que han participado de la AMB
| Club                   | Procedencia                               |
| Alma                   | Mar del Plata, Buenos Aires               |
| Aldosivi               | Mar del Plata, Buenos Aires               |
| Alvarado               | Mar del Plata, Buenos Aires               |
| Atlético Mar del Plata | Mar del Plata, Buenos Aires               |
| Club Bancario          | Mar del Plata, Buenos Aires               |
| Boca                   | Mar del Plata, Buenos Aires               |
| Cadetes de San Martin  | Mar del Plata, Buenos Aires               |
| CADU                   | Santa Teresita, Buenos Aires              |
| Casa Boo               | Mar del Plata, Buenos Aires               |
| CEF Nº1                | Mar del Plata, Buenos Aires               |
| Centro Asturiano       | Mar del Plata, Buenos Aires               |
| Club Ciclista          | Mar del Plata, Buenos Aires               |
| Círculo Deportivo      | Comandante Nicanor Otamendi, Buenos Aires |
| Colegiales             | Mar del Plata, Buenos Aires               |
| Defensores             | Mar del Plata, Buenos Aires               |
| Deportivo Norte        | Mar del Plata, Buenos Aires               |
| Estudiantes            | Mar del Plata, Buenos Aires               |
| Fangio                 | Mar del Plata, Buenos Aires               |
| For Ever               | Mar del Plata, Buenos Aires               |
| Gama                   | Mar del Plata, Buenos Aires               |
| General Urquiza        | Mar del Plata, Buenos Aires               |
| Juventud               | Mar del Plata, Buenos Aires               |
| Laureles Argentinos    | Mar del Plata, Buenos Aires               |
| Los Gallegos           | Mar del Plata, Buenos Aires               |
| Los Ñandúes            | Mar del Plata, Buenos Aires               |
| Mariano Moreno         | Mar del Plata, Buenos Aires               |
| Mitre                  | Mar del Plata, Buenos Aires               |
| Nación                 | Mar del Plata, Buenos Aires               |
| Náutico                | Mar del Plata, Buenos Aires               |
| Obras Sanitarias       | Mar del Plata, Buenos Aires               |
| San Lorenzo            | Mar del Plata, Buenos Aires               |
| Sudamérica             | Miramar, Buenos Aires                     |
| SUIM                   | Mar del Plata, Buenos Aires               |
| Teléfonos              | Mar del Plata, Buenos Aires               |

## Torneo Preparación
Las categorías Primera División y U19 están armadas en una sola zona cada una, y las categorías U17 y U15 son divididas en A y B; La categoría U13 está dividida, ya que la U13 "B", está organizada por el Minibásquet.
Las categorías: U13 “A”, U15 “A” y U17 “A”: Se juega en una Zona todos contra todos a una vuelta en un total de 7 fechas. La misma se define por Play Off al mejor de 3 entre los cuatro primeros en semifinal y final (1-4 y 2-3).
U19: Se juega en una Zona todos contra todos a una vuelta en un total de 9 fechas. Son 10 equipos  entre “A” y “B”. Al igual que las anteriores se define por Play Off al mejor de 3 entre los cuatro primeros en semifinal y final (1-4 y 2-3). Vale tener en cuenta que esta categoría está muy complicada de fechas en la primera mitad del año, por la participación de Liga Juniors y T. Zonales y Provinciales.
U15 “B” y U17 “B”: Son 6 y 5 equipos respectivamente, jugaran todos contra todos ida y vuelta (10 fechas) y Play Off Final entre los dos primeros.
Primera División: Son 14 equipos, se jugara el preparación que es clasificatorio para el Oficial. Todos contra todos a una rueda (13 fechas). Sin playoff, los 8 primeros jugarán el Torneo Oficial en la Zona “A” y los restantes la Zona “B”.

## Torneo Oficial
El Torneo está dividido en dos zonas, y los equipos definirán la zona por sorteo, la forma de juego es todos contra todos. Y la definición por Play Off se disputará cruzando las respectivas zonas. A excepción de la U13 (única categoría que no está dividida en dos zonas)

## Historial
| Federación Marplatense de Basket Ball | Federación Marplatense de Basket Ball                              | Federación Marplatense de Basket Ball                              |  |
| Temporada                             | Campeón Oficial                                                    | Campeón Preparación/ Súper 4                                       |  |
| ------------------------------------- | ------------------------------------------------------------------ | ------------------------------------------------------------------ |  |
| 1932                                  | General Urquiza                                                    |                                                                    |  |
| Asociación Marplatense de Basket Ball |                                                                    |                                                                    |  |
| 1933                                  | General Urquiza                                                    |                                                                    |  |
| 1934                                  | General Urquiza                                                    |                                                                    |  |
| 1935                                  | General Urquiza                                                    |                                                                    |  |
| 1936                                  | Estudiantes                                                        |                                                                    |  |
| 1937                                  | Estudiantes                                                        |                                                                    |  |
| 1938                                  | No hubieron torneos oficiales por falta de asociación o federación | No hubieron torneos oficiales por falta de asociación o federación |  |
| 1939                                  | No hubieron torneos oficiales por falta de asociación o federación | No hubieron torneos oficiales por falta de asociación o federación |  |
| 1940                                  | No hubieron torneos oficiales por falta de asociación o federación | No hubieron torneos oficiales por falta de asociación o federación |  |
| Asociación Marplatense de Básquetbol  |                                                                    |                                                                    |  |
| 1941                                  | Sporting                                                           | Urquiza                                                            |  |
| 1942                                  | Aldosivi                                                           | Aldosivi                                                           |  |
| 1943                                  | General Urquiza                                                    | General Urquiza                                                    |  |
| 1944                                  | General Urquiza                                                    | Sporting                                                           |  |
| 1945                                  | Sporting                                                           | Sporting                                                           |  |
| 1946                                  | Atlético Mar del Plata                                             | Sporting                                                           |  |
| 1947                                  | Quilmes                                                            | Sporting                                                           |  |
| 1948                                  | Independiente                                                      | Kimberley                                                          |  |
| 1949                                  | Quilmes                                                            | Quilmes                                                            |  |
| 1950                                  | Quilmes                                                            | Quilmes                                                            |  |
| 1951                                  | Quilmes                                                            | Quilmes                                                            |  |
| 1952                                  | Independiente                                                      | Quilmes                                                            |  |
| 1953                                  | Quilmes                                                            | Quilmes                                                            |  |
| 1954                                  | Quilmes                                                            | Independiente                                                      |  |
| 1955                                  | Quilmes                                                            | Quilmes                                                            |  |
| 1956                                  | Juventud Cátolica de Nueva Pompeya                                 | Quilmes                                                            |  |
| 1957                                  | Unión                                                              | Quilmes                                                            |  |
| 1958                                  | Quilmes                                                            | Quilmes                                                            |  |
| 1959                                  | Unión                                                              | Unión                                                              |  |
| 1960                                  | Unión                                                              | Unión                                                              |  |
| 1961                                  | Quilmes                                                            | Juventud Cátolica de Nueva Pompeya                                 |  |
| 1962                                  | Peñarol                                                            | Estudiantes                                                        |  |
| 1963                                  | Juventud Cátolica de Nueva Pompeya                                 | Juventud Cátolica de Nueva Pompeya                                 |  |
| 1964                                  | Quilmes                                                            | Unión                                                              |  |
| 1965                                  | Quilmes                                                            | Quilmes                                                            |  |
| 1966                                  | No hubo torneo oficial de básquetbol                               | Quilmes                                                            |  |
| 1967                                  | Quilmes                                                            | Quilmes                                                            |  |
| 1968                                  | Quilmes                                                            | Quilmes                                                            |  |
| 1969                                  | Atlético Mar del Plata                                             | Quilmes                                                            |  |
| 1970                                  | Quilmes                                                            | Sporting                                                           |  |
| 1971                                  | Sporting                                                           | Sporting                                                           |  |
| 1972                                  | Quilmes                                                            | Sporting                                                           |  |
| 1973                                  | Quilmes                                                            | Quilmes                                                            |  |
| 1974                                  | Quilmes                                                            | Sporting                                                           |  |
| 1975                                  | Sporting                                                           | Kimberley                                                          |  |
| 1976                                  | Quilmes                                                            | Quilmes                                                            |  |
| 1977                                  | Unión                                                              | Unión                                                              |  |
| 1978                                  | Unión                                                              | Unión                                                              |  |
| 1979                                  | Peñarol                                                            | Juventud Cátolica de Nueva Pompeya                                 |  |
| 1980                                  | Sporting                                                           | Sporting                                                           |  |
| 1981                                  | Kimberley                                                          | Quilmes                                                            |  |
| 1982                                  | Kimberley                                                          | Kimberley                                                          |  |
| 1983                                  | Kimberley                                                          | Kimberley                                                          |  |
| 1984                                  | Sporting                                                           | Kimberley                                                          |  |
| 1985                                  | Quilmes                                                            | Sporting                                                           |  |
| 1986                                  | Rivadavia (Necochea)                                               | Sporting                                                           |  |
| 1987                                  | Quilmes                                                            | Kimberley                                                          |  |
| 1988                                  | Peñarol                                                            | Independiente                                                      |  |
| 1989                                  | Kimberley                                                          | Peñarol                                                            |  |
| 1990                                  | Quilmes                                                            | Quilmes                                                            |  |
| 1991                                  | Quilmes                                                            | Quilmes                                                            |  |
| 1992                                  | Aldosivi                                                           | Peñarol                                                            |  |
| 1993                                  | Kimberley                                                          | Quilmes                                                            |  |
| 1994                                  | Peñarol                                                            |                                                                    |  |
| 1995                                  | Quilmes                                                            | Independiente                                                      |  |
| 1996                                  | Quilmes                                                            | Peñarol                                                            |  |
| 1997                                  | Kimberley                                                          | Quilmes                                                            |  |
| 1998                                  | Unión                                                              | Quilmes                                                            |  |
| 1999                                  | Atlético Mar del Plata                                             | Atlético Mar del Plata                                             |  |
| 2000                                  | Unión                                                              | Atlético Mar del Plata                                             |  |
| 2001                                  | Quilmes                                                            | Unión                                                              |  |
| 2002                                  | Unión                                                              | Peñarol                                                            |  |
| 2003                                  | Kimberley                                                          | Peñarol                                                            |  |
| 2004                                  | Unión                                                              | Unión                                                              |  |
| 2005                                  | Unión                                                              | Peñarol                                                            |  |
| 2006                                  | Unión                                                              | Club Teléfonos                                                     |  |
| 2007                                  | Unión                                                              | Unión                                                              |  |
| 2008                                  | Unión                                                              |                                                                    |  |
| 2009                                  | Unión                                                              | Club Teléfonos                                                     |  |
| 2010                                  | Unión                                                              | Club Teléfonos                                                     |  |
| 2011                                  | Sporting                                                           | Unión                                                              |  |
| 2012                                  | Peñarol                                                            | No hubo                                                            |  |
| 2013                                  | Unión                                                              | Unión                                                              |  |
| 2014                                  | Kimberley                                                          | No hubo                                                            |  |
| 2015                                  | Unión                                                              | Unión                                                              |  |
| 2016                                  | Quilmes                                                            | Unión                                                              |  |
| 2017                                  | Unión                                                              | Unión                                                              |  |
| 2018                                  | Club Teléfonos                                                     | Peñarol                                                            |  |
| 2019                                  | Unión                                                              | Club Teléfonos                                                     |  |
| 2020                                  | Suspendido por la Pandemia de Covid-19                             |                                                                    |  |
| 2021                                  | Unión                                                              |                                                                    |  |
| 2022                                  | Instituto Albert Einstein                                          | Instituto Albert Einstein                                          |  |
| 2023                                  | Kimberley                                                          | Instituto Albert Einstein                                          |  |
| 2024                                  | Kimberley                                                          | Kimberley                                                          |  |
| 2025                                  |                                                                    | Kimberley                                                          |  |

## Títulos Oficial
| Club                               | Campeón |
| ---------------------------------- | ------- |
| Quilmes                            | 26      |
| Unión                              | 20      |
| Kimberley                          | 10      |
| Sporting                           | 7       |
| General Urquiza                    | 6       |
| Peñarol                            | 5       |
| Atlético Mar del Plata             | 3       |
| Independiente                      | 2       |
| Juventud Católica de Nueva Pompeya | 2       |
| Aldosivi                           | 2       |
| Estudiantes                        | 2       |
| Club Teléfonos                     | 1       |
| Rivadavia (Necochea)               | 1       |
| Instituto Albert Einstein          | 1       |